# در ماه ژوئیه
در ماه ژوئیه، (به آلمانی: Im Juli) فیلمی در ژانر عاشقانه، کمدی است. کارگردان فیلم در ماه ژوئیه، فاتح آکین است. این فیلم در سال ۲۰۰۰ میلادی ساخته شد. بازیگران این فیلم عبارت‌انداز:
موریتز بلیبترو، کریستین پائول